# Paul Carpita
Paul Carpita, né le 12 novembre 1922 à Marseille où il est mort le 24 octobre 2009,, est un réalisateur français.

## Biographie
Paul Carpita est né d'un père docker et d'une mère poissonnière. Pendant la Seconde Guerre mondiale il devient résistant, membre des FTP, et adhère au PCF en 1943. Instituteur, il fonde ensuite le groupe « Cinépax » qui réalise des reportages sociaux et engagés sur la reconstruction de Marseille, sur les manifestations contre la guerre d'Indochine et sur la grande grève des dockers de 1950.
Sa filmographie est associée à Marseille, aux dockers, aux luttes syndicales, à la lutte pour la paix, mais aussi à la poésie de l’enfance.
Son film le plus important Le Rendez-vous des quais, frappé par une mesure d'interdiction totale en juillet 1955 et saisi dès sa première projection le 12 août 1955, reste censuré jusqu'en 1989. À sa reprise, ce film a suscité l'intérêt des cinéphiles et du public.

## Longs métrages
- 1955 : Le Rendez-vous des quais
- 1959 : Rendez-vous avec Paul [5]
- 1996 : Les Sables mouvants
- 2002 : Marche et rêve ! Les Homards de l'utopie

## Courts métrages
- 1948 : Pour que nos joues soient toujours roses, série de courts métrages.
- 1958 : La Récréation (16 min) Filmé à l'école primaire de garçons de Saint-Gabriel , Bld Kraemer , Marseille 14ème , où j'apparais quelques secondes !!! ( J-C Alluis )
- 1960 : Marseille sans soleil (17 min)
- 1962 : Demain l'amour (17 min)
- 1964 : Des lapins dans la tête (18 min)
- 1964 : La Grenouille (16 min)
- 1964 : Graines au vent (18 min)
- 1966 : La Visite (20 min)
- 1970 : Adieu Jésus, poème cinématographique (8 min)
- 1972 : Les Fleurs de glai (18 min)
- 1992 : La Poupée romaine (13 min)

## Moyens métrages
- 1947 : Nous voulons vivre, contre la bombe atomique.
- 1951 : Je suis née à Berlin, festival mondial de la jeunesse pour la Paix (quelques images).
- 1955 : Rencontre à Varsovie (75 min)

## Actualités
- 1950 : Contre-actualités, contre la guerre en Indochine, la grève des dockers, etc.
- Ciné-Pax : (quelques images).

## Documentaires
- 1946 : Vers la lumière, la reconstruction de Marseille.
- 1946 : Rencontre jeunesse, avec Pablo Picasso.
- 1978 : Intersub, des sous-marins et des hommes (primé au Festival du film d'entreprise de Biarritz)
- 1979 : Chez nous à Pointe-à-Pitre en Guadeloupe[6]
- 1982-1994 : documentaires de commande (non détaillé).